# NGC 2075
NGC 2075 је расејано звездано јато у сазвежђу Трпеза које се налази на NGC листи објеката дубоког неба.
Деклинација објекта је - 70° 41' 9" а ректасцензија 5h 38m 20,8s. Привидна величина (магнитуда) објекта NGC 2075 износи 11,5 а фотографска магнитуда 11,5. NGC 2075 је још познат и под ознакама ESO 57-EN5.